# Knauheide
Koordinaten: 51° 53′ 33″ N, 6° 10′ 4″ O

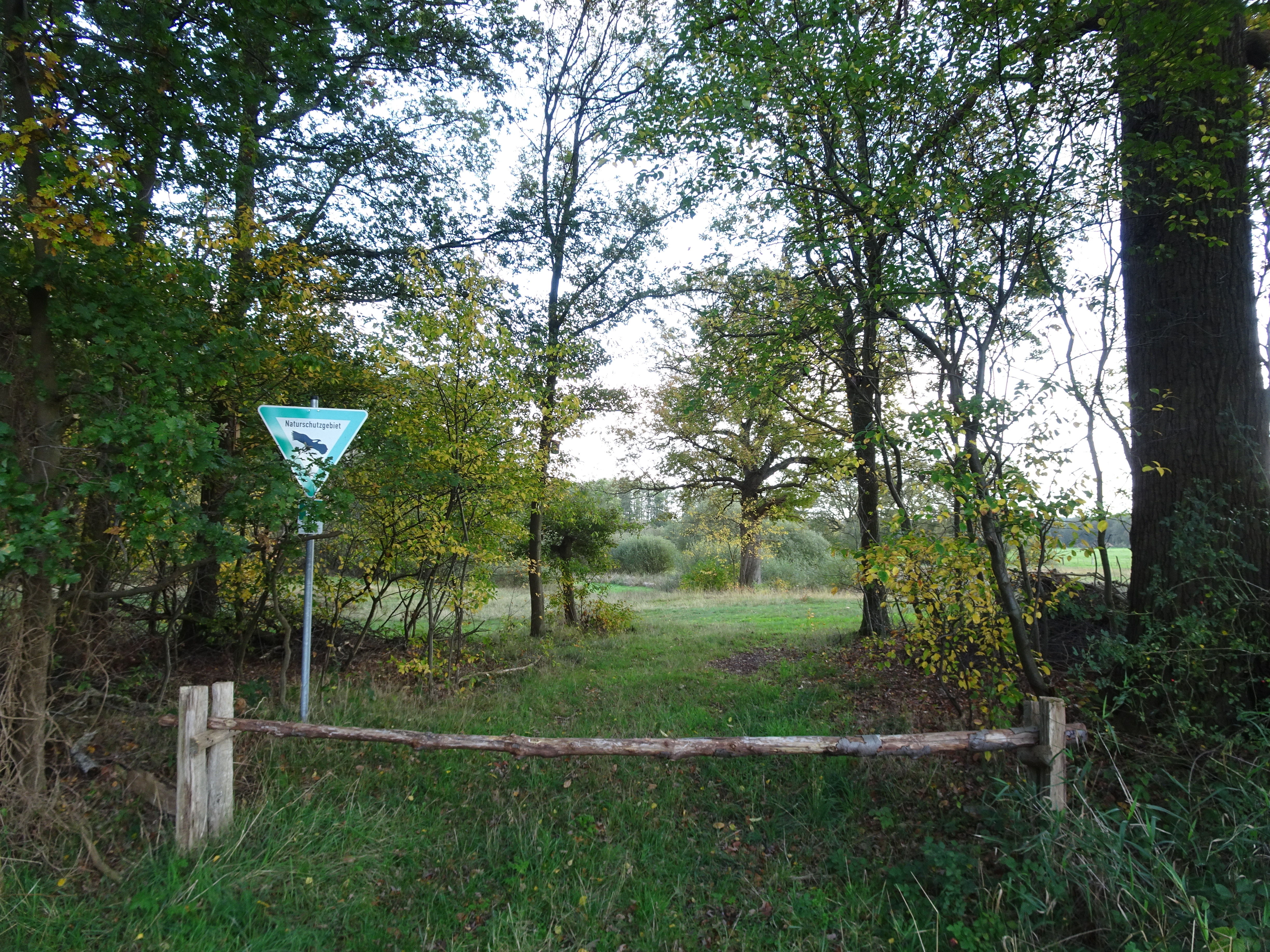
Naturschutzgebiet Knauheide (Oktober 2019)

Das Naturschutzgebiet Knauheide liegt auf dem Gebiet der Stadt Emmerich am Rhein im Kreis Kleve in Nordrhein-Westfalen.
Das Gebiet erstreckt sich nordwestlich der Kernstadt Emmerich am Rhein, nördlich von Elten und südwestlich von Beek entlang der am östlichen Rand verlaufenden A 3. Unweit nördlich und östlich des Gebietes verläuft die Staatsgrenze zu den Niederlanden, westlich verläuft die B 8, südlich erhebt sich der 82 Meter hohe Eltenberg.

## Bedeutung
Das 30,5 ha große Gebiet ist seit 1977 unter der Kenn-Nummer KLE-006 als Naturschutzgebiet ausgewiesen.